# Szabirok
A szabirok, szavirok stb. – helyesebben, a VII. Kónsztantinosz, bizánci császár munkájában megőrzött szabartoi aszfaloi (σαβαρτοι ασφαλοι) névalakból következtetve szabarok (szavarok) – valószínűleg, többségükben legalábbis, török nyelvűek voltak. Nevük első alkalommal a 463. évben tűnik fel Priszkosz munkájában.
Harmatta János nevüket s a népet is szaka, vagyis szkíta eredetűnek tartja.
A mai egyetlen ogur (bolgár-török) nép, a csuvasok neve – korábban suvar címmel illették magukat – összekapcsolható a szabarokéval.

## Eredetük és őshazájuk

### A Kaukázus vidéke vagy Kelet-Európa

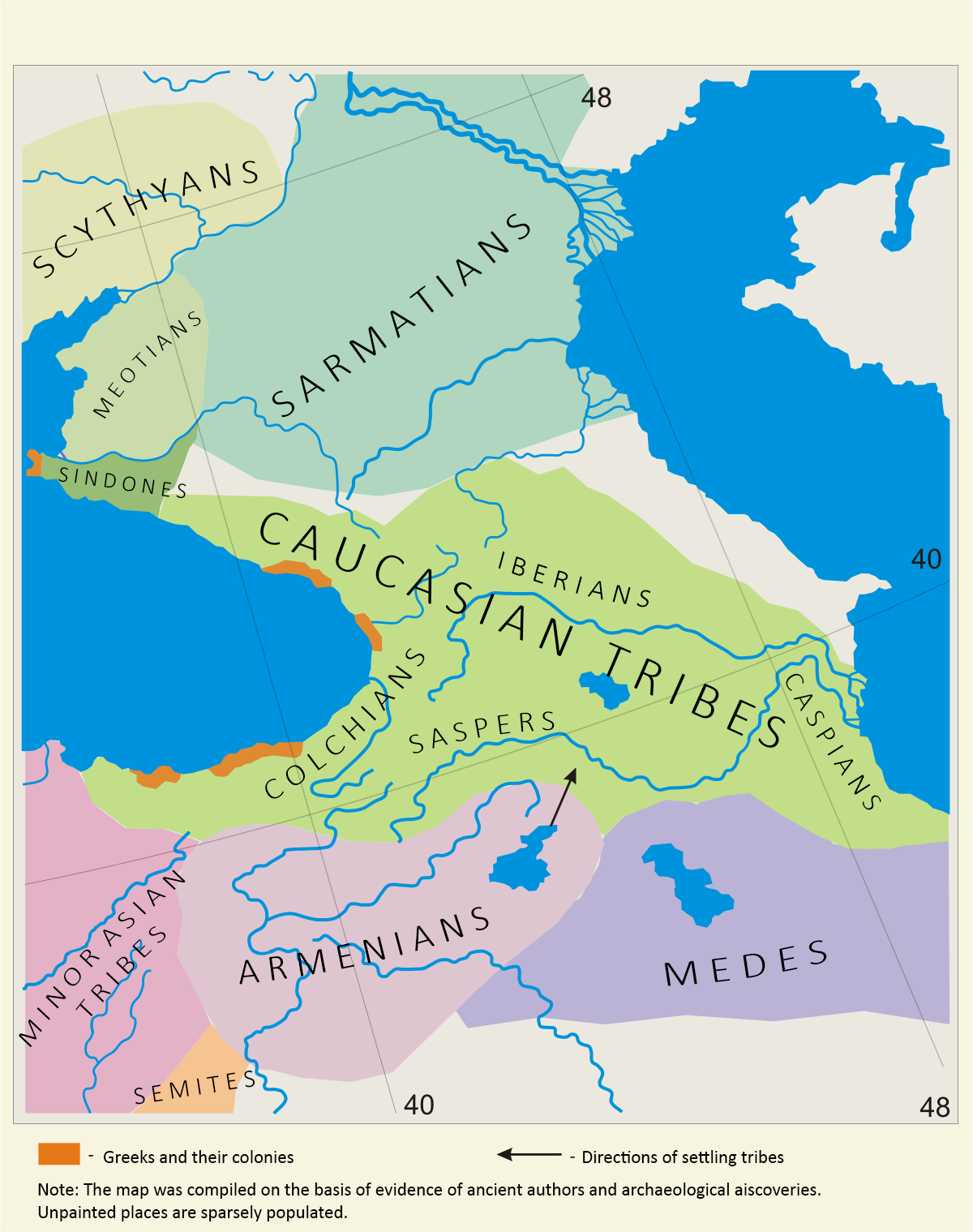
A Kaukázus vidékének népei az i. sz. 4–5. században

A szóban forgó nemzetről első ízben, az i. e. 5. században, Hérodotosz emlékezik meg. A Kaukázustól délre, a 18. perzsa tartományban laktak, szálláshelyük neve Sztrabón ógörög munkájában Szüszpirisz (Συσπιρις), a bizánciak Szüszperitisz (Συσπεριτις), a grúzok Speri néven ismerték. A törökországi Ispir város mai napig megőrizte nevüket. (Lásd még: en:Saspers.)
Tóth Csaba a kelet-európai pusztán egykor honos – az i. sz. 1–2. században említik őket – szouardenoi (σουαρδενοι) nevű szauromata néptörzset is a szabarokhoz társítja, a materoi (ματεροι) nevű törzset pedig a magyarokhoz.
Mivel több hasonló nevű nép is jelen volt – bár nem egy időben – a történelem színpadán, ezért a témában nehéz tisztán látni a korabeli művek alapján. A szouardenoi néven is számon tartott nemzetséget pl. Klaudiosz Ptolemaiosz említi Sarmatia Asiatica területéről, a Don szomszédságából. A szouardenoi és a később felbukkanó szabar (vagy szabir) népet gyakorta egy kalap alá veszik, holott e két nép eredetük szerint sem egyezhetnek.
A szabarok minden jel szerint Közép-Ázsiában szerveződtek néppé az i. sz. 5. században, magyar nevű nép létezésére viszont a 830. év előttről nincs bizonyíték, következésképpen a fent vázolt elképzelések egyike sem alátámasztható szilárdan.

### Közép-Ázsia
A szabarok népe vélhetően Közép-Ázsiában alakult ki, mégpedig az 5. században, a hun és a szkíta szövetség népességének összekovácsolódása nyomán.
Először Priszkosz tudósít róluk a 463. évben. Szerzőnk szerint az avarok elűzték a szabarokat lakóhelyükről, s azok – kimozdítván szálláshelyükről a szaragurokat, ogurokat és onogurokat – megtelepedtek a Keleti-Kaukázus vidékén. Abu Ubajd al-Bakri Kitáb al-maszálik va-l-mamálik (Az utak és országok könyve) című műve pedig azt is közli, hogy eredeti lakóhelyük Horászán tartomány volt: „hum nāqila min Hurāsān”, azaz „ők bevándorlók Horászánból”.

## Nevük
Németh Gyula szerint a szóban forgó nép neve a kirgiz, kun, kazáni, oszmán sap- igében gyökerezik, melynek jelentése az útról letérni, eltévedni, tévelyegni, valamivel felhagyni, megőrülni. A név eredeti alakja sapar volt, állítja Németh, ebből fejlődött a sabar, ahogyan az oszmán törökben ugyanezen ige egy másik származékából, a feltételezett *sapyk alakból a sabyk (eltévedt).
E név szabályos hangtani fejlődési sora a törökben a következő, mondja a szerző: sapyr ∼ sapar > sabyr ∼ sabar > savyr ∼ savar. A sabar, sabyr név jelentése Németh szerint az útról letérő, eltévedő, tévelygő, bolyongó.
Németh a szabarok és a kazárok azonosságát valószínűnek tartja, illetve ténynek veszi. Szerinte a szóban forgó nép nevének jelentése – összevetvén a török kaz- gyökkel – kóborló stb.
Ali ibn al-Huszajn al-Maszúdi feljegyezte, miszerint a kazárok azonosak a szabarokkal, s Németh Gyula ez alapján ítélkezett. A török sabir (állhatatosság, türelem stb.) szót nem vette figyelembe.

## Történetük
Közép-Ázsia területére a 4. század közepén betört a hunoknak, oguroknak, oguzoknak, tielö népeknek is mondott törökök egyik harcias csoportja, majd követték őket a heftalitáknak is nevezett haladzsok az 5. század közepén. A törökök összekovácsolódtak a közép-ázsiai szkíta népekkel, ászikkal, avarokkal, kangarokkal. A szabarok – a kazároknak nevezett nép egy részét is ők alkották – Ludwig szerint törökök és avarok társulásaként léptek a történelem színpadára.
Az avarok – ama néprészük, melyet szkíta többség képviselt, s megőrizte nevét is – a jelzett időben Horászán területén, közelebbről Baktriában laktak. A szabaroknak nevezett török–szkíta nép – miután az avarok elűzték őket Horászánból – a 463. évben a Keleti-Kaukázus vidékére költözött, s kiszorította onnan a szaraguroknak, oguroknak és onoguroknak nevezett török–szkíta népesség jó részét.
„Ebben az időben a keleti rómaiakhoz követséget küldtek a szaragurok, az ugorok és az onogurok, amely népek elvándoroltak saját lakóhelyükről, minthogy harcba bocsátkoztak velük a szabirok, akiket az avarok űztek el…” – A magyarok elődeiről és a honfoglalásról (fordította Moravcsik Gyula).
A szabarok hamarosan, az 506. évben, vezető szerephez jutottak a Keleti-Kaukázus vidékén, a mai Azerbajdzsán és Dagesztán területén, s több alkalommal beavatkoztak az Újperzsa Birodalom, illetve a Bizánci Birodalom háborúiba.
A szabarok egy része – miután a perzsák az 545. évben megtámadták és szétszórták a Keleti-Kaukázust megszálló török–szkíta népeket – a Kubány, a Kuma és a Tyerek folyó vidékére költözött, és az ott élő kelet-európai török–szkíta, azaz bolgár népek közé vegyült. Csatlakozásuk következményeként a bolgárok birodalma megoszlott. Keleti részét – a Dontól, illetve az Azovi-tengertől keletre – öt törzs uralta (utigurok, avagy besgurok, bittugorok), a nyugatit pedig hat (kutrigurok, avagy altiagirok).
Iordanes szerint a szabarok a hunok egyik csoportját alkották.
„Ezeken túl a Pontusi-tenger felett a bulgárok lakhelyei terülnek el, akiket a mi bűneinkből eredő bajok tettek oly ismeretessé. Már innen nőttek elő a hunok, mint vitéz törzsek buja termékenységit pázsitja, a népek kétszeres dühére. Némelyek ugyanis altziagiroknak, mások pedig saviroknak neveztetnek, a kiknek telepeik egymástól. el vannak különítve.” (Bokor János fordítása).
Hunoknak nevezi a szabarokat Hitvalló Szent Theophanész, Prokopiosz, valamint Agathiasz is.
A szabarok a hun szövetség részesei voltak, de nem ama hun köteléket képviselték melyet a tudós férfiak általában Attila népének, európai hunoknak is neveznek.
Az 554–555. évben az avarok, a Közép-Ázsiát megszálló türkök elől, a hűbéres sorsot elkerülendő, a Keleti-Kaukázus vidékére, illetve a kelet-európai pusztára költöztek. Ekkor a puszta lakói, közöttük a szabarok is, az avarok igája alá jutottak.
Az avarok az 567. évben letelepedtek a Kárpát-medencében. Egy évvel később a kelet-európai puszta keleti felét a terjeszkedő Türk Birodalom szállta meg. A türkök iga alá hajtották a Volga és a Don között, valamint a Kaukázus vidékén élő népeket. Elfoglalták a szabarok és az utigurok birtokait, valamint az alánok kaukázusi országát és Kolkhisz királyságát.
A Türk Birodalom végromlása nyomán (630.) korábbi hűbéresei részben önállósodtak, illetve új alakulatokat hoztak létre. A kelet-európai puszta keleti felében tanyázó szabarok részt vettek a Kazár Birodalom megszervezésében, és az Onogur-bolgár birodalom, illetve Volgai Bolgárország népei között is ott találjuk őket. (Lásd még: Csuvasok.)
A kazárok utóbb bekebelezték a bolgárok kelet-európai birtokait. Aszparukh fejedelem és népe ekkor kivált a kazárok kötelékéből, és megalapította az Első dunai bolgár birodalmat.
A 830. év táján vallási belháború ütött ki a kazárok országában. A judaizmus támogatói magukhoz ragadták a hatalmat, s félreállították útjukból az uralkodót. A kazár hadsereg magva fellázadt, a hatalmat gyakorlók azonban leverték a felkelést. A lázadók egy része – szkíta aorszok, kik ez időtől fogva kavar névvel illették magukat –, valamint a szabarok egy része elszakadt a kazárok birodalmától, és a Dnyeper alsó szakasza táján ütött tanyát. Történészeink ez utóbbi helyet nevezik Levédiának. Az újsütetű nép – szabarok és kavarok szövetsége – a madzsar (mai szóhasználattal magyar) nevet öltötte magára. Forrásaink – kötelékük (hunok, ogurok, onogurok) megnevezése nyomán – jó ideig ounnoi, oungroi stb. néven említik, s türköknek (tourkoi) is címezik őket egykori hűbéruraik, a türkök neve nyomán.
A 881. évben a magyarok előőrsei, a kavarok a Bécsi-medence területén csatáztak I. Szvatopluk, morva fejedelem szövetségeseként. A 892. évben pedig Arnulf, a keleti-frankok királya Árpád seregeivel szövetségben harcolt Szvatopluk ellen.
A 894. esztendőben a nyugat felé vonuló besenyők megütköztek a Kelet-Európában visszamaradt magyar néprésszel, és kiszorították őket a Dnyeper mellékéről. E csoport – inkább megosztottsága, mint a besenyő támadás miatt – kettészakadt. Egyik csapatuk napkeletre, a Volga és az Urál folyó vidékére vonult, és csatlakozott a keleti-, avagy volgai bolgárokhoz. Ma baskír néven ismerjük őket. (Lásd még: Etelköz.) A Keleti-Kaukázusban, a Kura folyó menti Udi tartományban is felbukkant egy csoportjuk.
A következő, 895. évben Árpád feladta besenyők által fenyegetett kelet-európai területeit. Népének neve, a magyaroké, átszállott a Kárpát-medencében élő népességre, a székhelyiekké, székelyekké előlépett avarokra és más nemzetségekre.

## Szabartoi aszfaloi
VII. Kónsztantinosz, bizánci császár munkájában – De Administrando Imperio (DAI) – a madzsarok, avagy magyarok neve tourkoi, illetve régebben, úgymond, szabartoi aszfaloi.
E kijelentés – miszerint „a türkök régi neve szabartoi aszfaloi” – szolgál alapjául azon nézeteknek, hogy a magyarok, vagy legalábbis egy részük, magukat korábban szabaroknak nevezték. Mivel értesüléseit a császár közvetlenül a magyar követektől szerezte, tudósítását hitelt érdemlőnek tekinthetjük.
Pecz Vilmos és Gyomlay Gyula értelmezése szerint a szabartoi aszfaloi kifejezés „rendíthetetlen szavárd” jelentésű. Ezen értelmezés nehézségeire a kortárs Fiók Károly mutatott rá tanulmányaiban.
Ungváry Jenő szerint a szabartoi aszfaloi rontott kifejezés, eredeti formája „szabartoi autokefaloi”, vagyis „önálló, független szavárd” jelentésű lehetett. Szerinte a DAI egyik másolója ronthatta el a kifejezést.
Benkő Lóránd szerint a szabartoi aszfaloi kifejezés örmény eredetű, és „fekete fiúk” a jelentése.
Körmendi Ferenc hosszas érvelésében kifejti, hogy a szabartoi aszfaloi szókapcsolat „szerződésüket megerősített törzseket” jelent.
Ha a szabar nevet a török sabir (állhatatosság stb.) szóból vezetjük le akkor a szabartoi aszfaloi jelzős szókapcsolat értelme betű szerint állhatatos állhatatosok. Szabartoi (σαβαρτοι) a szabarok görögösített neve többes számban, aszfalész (ασφαλης) pedig az állhatatos stb. jelentésű görög melléknév.

## Amagyarnév eredetéről
Thúry József szerint a magyar nép a bolgár kutrigurok egyik fejedelmétől – görög nyelvű forrásokban (Jóannész Malalasz, Hitvalló Szent Theophanész) Mouagerész (Μουαγερης) – örökölte nevét. Mouager fejedelemnek vélhetően csupán annyi köze van a magyar néphez, hogy ő is az említett istenség nevét kölcsönözte, amint ez a természethívő népek körében szokásban volt.

## További ismertetők
- Zakar András (1987): Kazáriai államcsíny. In Szatmári István (szerk.): Fordulópontok történelmünkből. Garfield.